# Bhutanitis
A Bhutanitis a rovarok (Insecta) osztályának a lepkék (Lepidoptera) rendjéhez, ezen belül a pillangófélék (Papilionidae) családjához tartozó nem.

## Rendszerezés
A nembe 4 faj tartozik:
- Bhutanitis lidderdalii
- Bhutanitis ludlowi
- Bhutanitis mansfieldi
- Bhutanitis thaidina